# Набережная Лейтенанта Шмидта (Великие Луки)
Набережная Лейтенанта Шмидта — улица (набережная) в городе Великие Луки. Расположена в центральной части города вдоль правого берега реки Ловать. Берёт начало от площади Ленина, идет на север, пересекается с проспектом Ленина, улицей Льва Толстого, Горной улицей, заканчивается на перекрестке улиц Холмской, Гастелло и Ботвина.

## История
Набережная вдоль правого берега реки Ловать в XVIII веке носила название Большой берег, позднее получила название Правая набережная. В 1925 году названа в честь революционного деятеля, одного из руководителей Севастопольского восстания 1905 года — лейтенанта П. П. Шмидта.

## Объекты

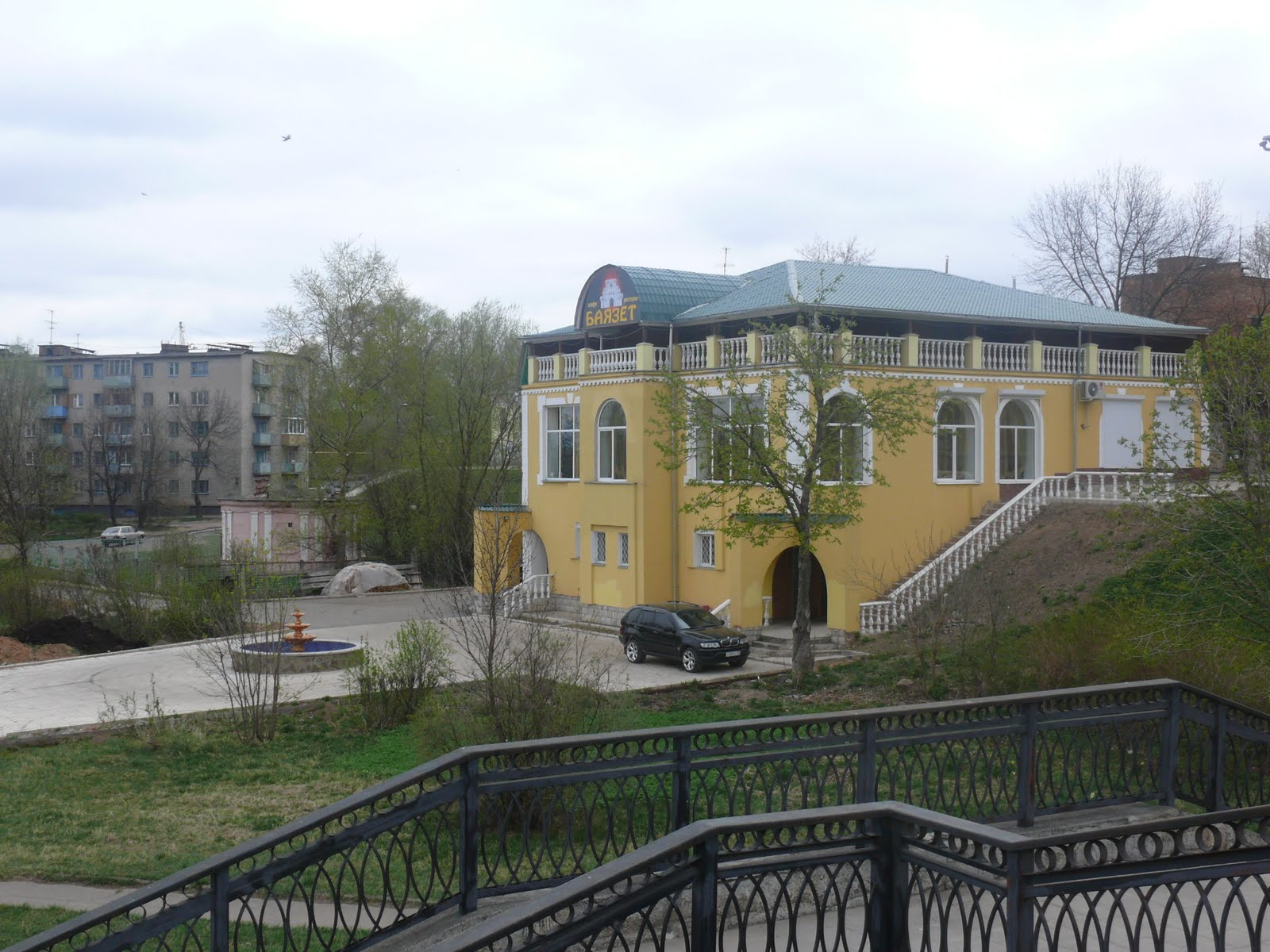
Ресторан «Баязет»

- Жанровая скульптура «Три лука» — расположена на пересечении набережной Лейтенанта Шмидта и проспекта Ленина. Символизирует герб города Великие Луки. Окрашена в цвета Российского флага.
- Ресторан «Баязет» (наб. Лейтенанта Шмидта, 2А).
- АТС-3 (наб. Лейтенанта Шмидта, 2) — здание еврейской синагоги построено в 1901—1902 году. После ВОВ в перестроенном здании разместилась городская телефонная станция[1].
- Военкомат (наб. Лейтенанта Шмидта, 8) — бывший купеческий особняк постройки начала XX века[2][3].
- Ресторан «Бутлегер» (наб. Лейтенанта Шмидта, 10).
- Плотина — бетонная плотина на реке Ловать построена во второй половине 1970-х годов взамен старой деревянной плотины[4].

## Транспорт
По набережной Лейтенанта Шмидта не проходят маршруты общественного транспорта. Ближайшая остановка «Площадь Ленина» находится на проспекте Ленина:
- Автобус № 2, 6, 9 104, 110
- Маршрутное такси № 1, 1а, 2б, 4, 4б, 5, 11, 12, 12а, 19, 26, 59